# Slag bij Poltava
De Slag bij Poltava in Poltava, Oekraïne vond plaats op 8 juli 1709 en markeert het keerpunt in de Grote Noordse Oorlog. De 19e-eeuwse Britse historicus Edward Creasy rekende de Slag bij Poltava onder de vijftien meest beslissende veldslagen in de wereld.
Koning Karel XII van Zweden had de Poolse koning August de Sterke volledig verslagen en ook diens bondgenoot tsaar Peter de Grote van Rusland in de Slag bij Narva (1700) afgestraft. Vervolgens liet hij zich verleiden tot een aanval op het hart van Rusland.

## De voorbereidingen van de Slag bij Poltava
Na de vernietigende slag bij Lesnaja ontving Karel XII het slechte nieuws, dat zijn generaal Lübecker 3000 man, de wapenuitrusting en de wapens verloren had in Ingermanland. Toen nam Karel XII het besluit niet meer verder naar Smolensk of Moskou te trekken. Hij trok zich terug naar Oekraïne, een rijke streek, waar hij hoopte voldoende voorraden en steun aan te treffen. Hij sprak met de naburige Ottomanen en met hetman Ivan Mazeppa, die de Russische strijdkrachten verraden had, maar toen hij er aankwam merkte hij dat het land al geplunderd was door de Russen, en dat Mazeppa slechts 2000 kozakken kon optrommelen in plaats van de beloofde 40.000 mannen.
Het Oekraïense volk aanvaardde de opstandige hetman niet, en koos voor Ivan Skoropadski, die de Zweedse indringers verjoeg uit hun land. Toen de winter van 1709 toesloeg, werden ook de honger en kou vijanden van het Zweedse leger. Ze hadden geen kans meer op versterking. Mannen en dieren stierven van uitputting. Kozakken maakten de achterblijvers af, of onderschepten de konvooien.
Het Zweeds leger slonk tot 24.000 man. Karel leidde zijn leger naar Poltava, de inname van de stad was zijn doel. Hij dacht er de Russen te kunnen verdrijven en zo op krachten komen om daarna de strijd voort te zetten. In april 1709 bereikten de Zweden Poltava, een oude stad die niet echt goed versterkt was. Poltava werd bewaakt door een garnizoen van 6000 man. Karel XII omsingelde de stad, maar viel ze niet aan. Hij wilde al zijn manschappen sparen voor de grote veldslag. De adviseurs en Mazeppa raadden Karel XII aan, om terug te trekken, aangezien het Russische leger in de buurt gesignaleerd werd. Karel XII weigerde: hij zou heel zijn leger inzetten om de Russen te verslaan. De Russen, die met zo'n 50.000 man waren, groeven overal loopgraven; echt gevochten werd er niet. De beide legers bereidden zich voor op de slag. Bij een verkenningstocht geraakte Karel gewond aan zijn linkerhiel, een pijl drong door zijn laars.

## De slag bij Poltava

### Voorbereiding
Toen de slag begon, had Karel XII ongeveer 25.000 man. Hij moest het opnemen tegen het leger van Peter dat bestond uit 50.000 man. Karel had 24 bataljons infanterie, 17 regimenten cavalerie, maar het merendeel was uitgeput door de strenge winter van 1709. Omdat Karel gewond was geraakt, droeg hij het bevel van de infanterie over aan Adam Ludwig Loewenhaupt. De opperbevelhebber was Carl Gustaf Rehnskiöld, de hoogste militaire officier na de koning. Hoewel Karel gewond was, bleef hij toch bij de bevelhebbers, om hen te sturen, zo wilde Loewenhaupt alle Zweedse krachten inzetten, maar Karel weigerde dit. In de belegeringsstellingen bleven 2000 infanteristen achter indien het garnizoen zou aanvallen. 2500 man cavalerie kreeg de opdracht het bagageterrein te bewaken. 1500 Zweden werden ingezet om de Vorskla te bewaken, uit vrees dat de Russen de rivier zouden oversteken. De Zweden konden maar met 19.000 man tegen de Russen ten strijde trekken.
Karel en Rehnskiöld hadden een plan uitgewerkt: een zeer snelle aanval net voor het aanbreken van de dag, waardoor de Russen verrast zouden worden en zodat de Zweedse troepen in hoog tempo de redoutes zouden kunnen passeren, zonder ze aan te vallen. Daar voorbij zouden de colonnes links zwenken en op de open vlakte voor het Russisch kamp de gelederen herstellen. De infanterie zou langs de westelijke rand van de vlakte naar een positie ten noordwesten van Peters verschanste leger marcheren, ondertussen zouden de Zweedse cavaleristen Peters ruiters van het slagveld maaien. Zodra de gewenste stelling tussen de Russen en het wed bij Petrovka in was bereikt, zou het hele Zweedse leger een kwartslag naar rechts draaien en een gevechtslinie vormen. Zo zouden de Russen opgesloten zitten in hun kamp, met achter hen de steile rivieroever, en langs de ontsnappingsroute naar de Petrovka het Zweedse leger.

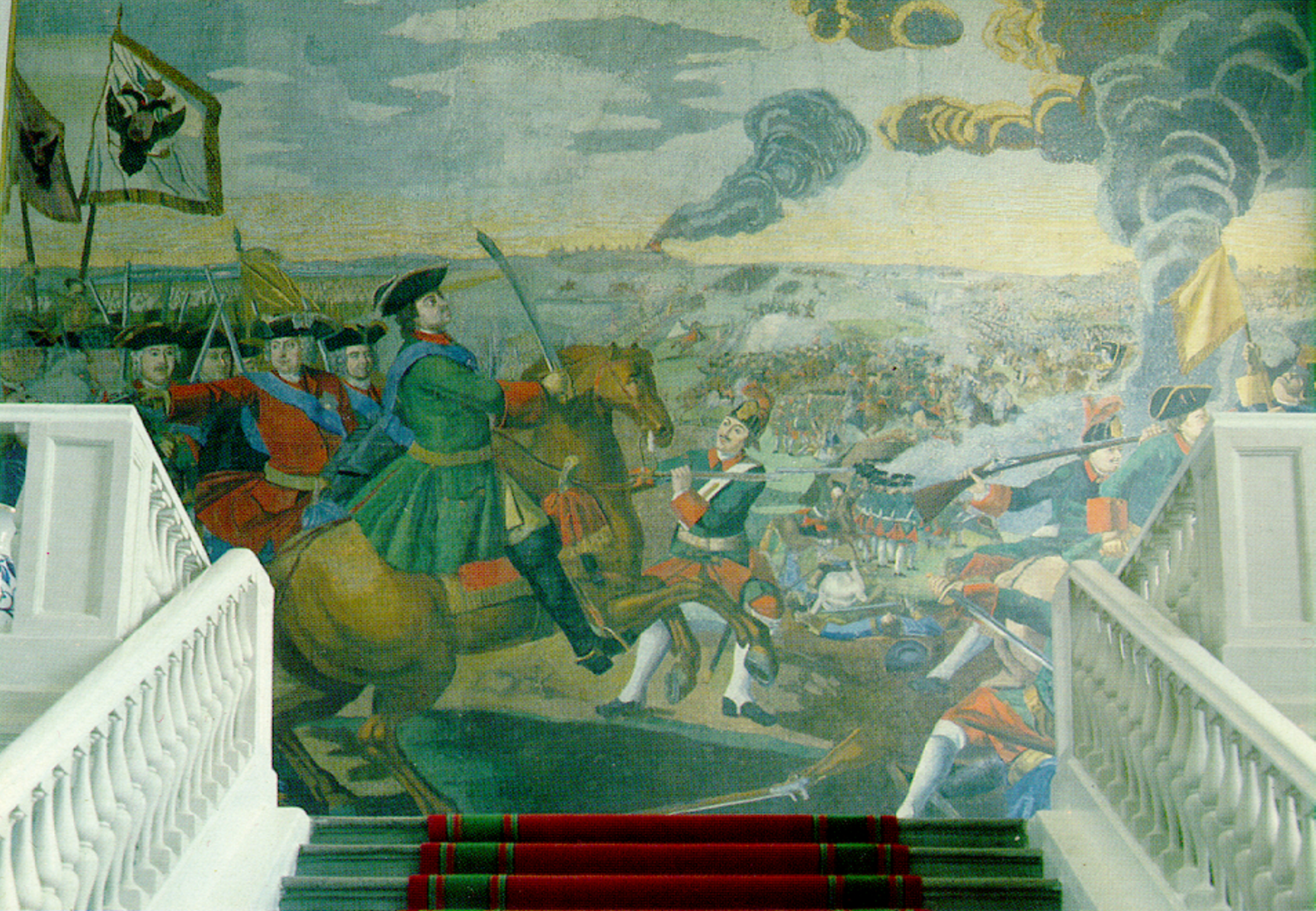
De slag bij Poltova, mozaïek van Lomonosov

Loewenhaupts infanterie werd in vier colonnes verdeeld. Het bestond maar uit 7000 man, twee links, van samen tien bataljons, en twee rechts, van acht bataljons. De koning zou bij de eerste colonne zitten, vervoerd op een draagberrie. De tweede colonne stond onder het bevel van Karl Gustaf Roos en de twee colonnes rechts werden toevertrouwd aan Axel Sparre en Berndt Otto Stackelberg, Sr.. De cavalerie, die werd onderverdeeld in acht colonnes, kwam onder toezicht van Kreutz. De artillerie bestond uit slechts vier stukken, de rest werd achtergelaten in het kamp.

### Opmars
Om 23u00 kwam de infanterie op gang. Er werd afgesproken, dat bij onduidelijkheid in de duisternis de soldaten in het Zweeds “Met Gods hulp” moesten roepen om te weten of het Zweden of Russen waren. Omdat de infanterie moest wachten op de cavalerie, mochten ze zich neerzetten, en in de stilte van de nacht hoorden ze een vreemd geluid dat vanuit de richting van de Russen kwam, alsof er getimmerd werd.
Het was veel dichter dan de zes redoutes die waren opgericht, dus besloot Rehnskiöld te gaan kijken: ’s nachts hadden de Russen nog vier redoutes bijgebouwd, loodrecht op de zes die er al waren. Hierdoor zouden de Zweden zich in twee afzonderlijke vleugels moeten splitsen. Zo zouden ze de redoutes aan weerszijden moeten passeren en konden de Russen de Zweden onder vuur nemen. De Russen kregen de Zweden in het oog, en tromgeroffel wekte het Russisch leger. Rehnskiöld trok zich terug en er werd een krijgsraad gehouden. Intussen was de cavalerie aangekomen, dus kon het leger op gang komen. Er werden snel bevelen uitgevaardigd. De opdracht luidde, om zo snel mogelijk voorbij de vier nieuwe redoutes te marcheren, zonder op hun vuur te reageren en daarna het oorspronkelijke plan, dat het leger op de vlakte in slagorde op te stellen, op te volgen. De vijfde colonne, die uit vier bataljons bestond, moest de vier nieuwe redoutes omsluiten en aanvallen. De vier redoutes namen de gelederen onder vuur, dus de opmars moest snel beginnen.

### De Zweedse aanval
De strijd begon op 27 juni 1709, om 3u45. De Zweden rukten op tegen de Russische versterkte linies. De strijd was begonnen op een traditionele manier: de infanterie rukte op naar de redoutes, gevolgd door de Zweedse cavalerie. Het grootste deel van het Zweeds leger negeerde de redoutes, maar wanneer de middelste colonnes infanterie de eerste redoutes bereikten, stormden de Zweedse grenadiers over de onvoltooide redoute. De eerste werd veroverd na een man-tegen-mangevecht, de tweede onderging hetzelfde lot. Daarna voegden enkele compagnieën zich terug in de gelederen en marcheerden de andere redoutes voorbij, terwijl de twee bataljons onder leiding van Roos zich op de derde redoute stortten.
De derde redoute werd dapper verdedigd, de eerste aanval van de Zweden werd zelfs afgeslagen. Meer troepen werden ingezet, in totaal maakten zes bataljons zich klaar om de redoute aan te vallen.  Er zat ongeveer 2600 vast aan deze redoute, soldaten die niet konden worden gebruikt in het leger om zich voor te bereiden op de grote aanval. Roos kon aan niets anders denken, hij zou de derde redoute veroveren. Hij wist zelfs niet waar het grootste deel van het leger zat. Later had Karel XII, die geweigerd had zijn generaals te bekritiseren, gezegd: “op dit punt schoot verkenning te kort.”
Terwijl het hoofdleger de strijd aanging met de zes redoutes, kwam achter de linie het leger van Aleksandr Mensjikov in twee compagnieën tevoorschijn voor een aanval tegen de Zweedse infanterie. De cavalerie werd opgeroepen, en de Zweedse ruiterij naderde de Russische dragonders. Zowel de Russen als de Zweden weigerden zich terug te trekken, en de strijd duurde meer dan een uur. Mensjikov stuurde 14 veroverde vaandels en banieren naar de tsaar, met dringend advies dat de tsaar met het hele leger moest oprukken tegen de Zweden. Peter stuurde een bericht terug, waarin hij zei dat hij niet geloofde dat de Russische cavalerie het zo goed deed, maar dat ze zich moesten terugtrekken.

### Russische terugtocht
Bauers Russische strijdmacht trok zich terug naar de noordflank van het Russisch kamp, terwijl Mensjikov naar de linkerflank terugging. De Russische kanonnen dekten de terugtocht van de dragonders, en de Zweedse cavalerie kon de achtervolging niet inzetten. De Zweedse artillerie kon bij gebrek aan kogels niets doen. Loewenhaupt, die zes bataljons infanterie leidde op de rechtervleugel, marcheerde de redoutes voorbij en moest zich bij het Zweedse hoofdleger aansluiten. Ze werden bestookt door musketten en kanonnen, waardoor Loewenhaupt met zijn troepen meer naar rechts uitweek, uit schootsafstand van de Russen. Hierdoor viel een groot gat in de Zweedse slagorde. Loewenhaupt kende de precieze plannen van Rehnskiöld niet en wilde met zijn colonnes de hoofdmacht van het Russische leger aanvallen. De 72 kanonnen van de Russen schoten op de Zweedse infanterie. Binnen schootsafstand van de Russische musketten werd Loewenhaupt geconfronteerd met een ravijn. Hij leidde zijn leger rond dit obstakel heen. Daarna wilde hij met zijn 2400 man het Russisch leger van 30.000 man aanvallen.
Links van de redoutes, aan de andere kant van het slagveld was de Zweedse hoofdmacht de enige van de drie divisies die zich aan het oorspronkelijk plan hield. Na de vlucht van de Russische cavalerie, haastten de twee colonnes infanterie zich voorbij de redoutes, en namen, nadat ze bestookt werden door de redoutes, plaats in het open veld achter de redoutes. Volgens Rehnskiöld verliep alles volgens plan, maar toen hij merkte dat 12 bataljons, die van Roos en Loewenhaupt ontbraken, stuurde hij verkenners uit om de verloren bataljons te zoeken.
De bataljons van Loewenhaupt werden snel gevonden. Rehnskiöld stuurde een boodschapper, Loewenhaupt moest zijn opmars naar de hoofdmacht van het Russisch leger staken en zich bij de Zweedse hoofdmacht voegen. Hij stond net op het punt, met enkel musketten en bajonetten, het Russisch kamp aan te vallen met een typisch Zweedse tactiek: met alle macht de zwakste plek van de vijandelijke linie aanvallen en een doorbraak forceren, gesteund door paniek en verwarring. Toen Loewenhaupt aankwam zou Rehnskiöld over 12 van de 18 bataljons beschikken, maar hij had geen idee waar de andere zes zich bevonden.
Ondertussen gaf Roos nog steeds de opdracht de derde Russische redoute aan te vallen, die nog steeds in Russische handen was. Driemaal had Roos aangevallen, maar steeds werd de aanval weer afgeslagen. Hij was niet op de hoogte van het plan: de hoofdmacht dekken terwijl ze de redoutes passeerden en daarna zich bij de hoofdmacht voegen. Hij trok zich terug in een bos om weer bataljons te vormen.

### Russische tegenaanval
Peter zag, dat de Zweden de redoutes waren gepasseerd, hij zag ook dat Loewenhaupt zich terugtrok. Hij gaf Mensjikov het bevel de bataljons van Roos op te sporen en tot overgave te dwingen. Dit gebeurde met een groot leger: vijf bataljons infanterie en vijf regimenten dragonders: in totaal 6000 man. Toen Roos het Russisch leger van Mensjikov merkte, dacht hij eerst dat het Zweedse hulptroepen waren, maar nog voor ze hun vergissing doorhadden, stormden de Russen al op hen. In een man-tegen-mangevecht werd het grootste deel van Roos’ leger gedood of gevangengenomen. Roos kon zelf nog ontsnappen met 400 man. Die werden achtervolgd door de Russische ruiters. Ze trokken zich terug in een loopgraaf in de buurt van Poltava, maar werden door de ruiters van Mensjikov omsingeld: Roos had geen andere keuze dan zich over te geven.
Ondertussen was de echte veldslag al begonnen. Rehnskiöld werd immers door zijn eigen boodschappers op de hoogte gebracht, dat Roos nog steeds de redoutes aanviel en in moeilijkheden verkeerde. Hij zond twee regimenten cavalerie en twee bataljons infanterie naar Roos. De Zweedse hoofdmacht stond in schootsafstand van de Russische kanonnen, de Russische artillerie schoot dan ook op het Zweedse leger, wat massa’s doden eiste. De Zweden hadden maar vier stukken artillerie mee, dit was het enige wat ze voorlopig konden gebruiken tegen de Russen, terwijl ze op Roos wachtten. Sparre, die Roos moest bevrijden en terughalen, kwam terug met het bericht dat ze onmogelijk door de linies konden breken die Roos omsingelden. Om voor meer soldaten te zorgen, zond hij boodschappers naar het Zweeds kampement, om het reservebataljon op te trommelen en artillerie mee te brengen. Die boodschappers kwamen nooit aan, dus die versterking waarop Rehnskiöld hoopte zou nooit te hulp komen.

### Zweedse aftocht
Om 9u00 sloeg de twijfel toe in het Zweeds kamp, van de versterkingen was nog steeds geen spoor. Rehnskiöld zag drie mogelijkheden
1. Hij kon naar het noorden trekken, om nogmaals de Russische cavalerie aan te vallen, en doorstoten naar de doorwaadbare plaats van de Petrovka, of proberen de Russen uit te hongeren in hun kamp, maar deze zaak was riskant, de Russen konden de legers gewoon aanvallen omdat de Zweden in een minderheid waren.
2. Een tweede mogelijkheid was het oorspronkelijk plan uitvoeren en het Russisch kamp aanvallen, maar om dezelfde reden als de eerste werd dit plan ook verworpen.
3. De derde mogelijkheid was: de aftocht. Die koos Rehnskiöld.

Hij wilde terugtrekken langs de redoutes, Roos te hulp komen en terugkeren naar het Zweeds kamp. Daar zou hij iedereen bijeenroepen zodat hij weer een leger had van 24 bataljons. Dan kon hij beslissen waar en wanneer hij Peter I de volgende keer ging aanvallen. Toen het leger de bevelen van de terugtocht uitvoerde, zette het Russische leger zich in beweging. De poorten van het kamp gingen open de Russische infanterie stroomde naar buiten. Het Russische leger dat in slagorde stond, manoeuvreerde soepel en snel. De Russische troepen gingen in de laatste gevechtsformatie over: een licht gekromde linie van tienduizenden soldaten die naar de Zweden opmarcheerden. De rechtervleugel werd gevormd door de cavalerie, onder bevel van Bauer. De artillerie werd vooraan geplaatst, zodat ze de Zweedse legers een vernietigende slag konden geven. Peter zelf stond op de linkervleugel met het Novgorod-regiment.
Deze nieuwe positie van het Russisch leger zorgde voor nog meer problemen bij de Zweden: de infanterie stond niet meer in slagorde en was al in colonnes opgesteld, klaar om terug te marcheren naar hun kamp. Hierdoor werd de terugtocht gestaakt en moest het leger zich wenden en klaar maken om te vechten. Om 10 uur stonden de legers in formatie tegenover elkaar. De Zweedse cavalerie stond achter de infanterie, en niet zoals die van Peter, op de flanken. De eerste Russische linie bestond uit 24 bataljons, 14.000 man sterk. De tweede linie bestond uit 18 bataljons, 10.000 man sterk. Negen infanteriebataljons bleven als reserve in het kamp. De verhouding was absurd: 5000 uitgehongerde Zweden tegenover 24.000 Russen met meer dan 70 stukken artillerie.

### Vernietigende slag

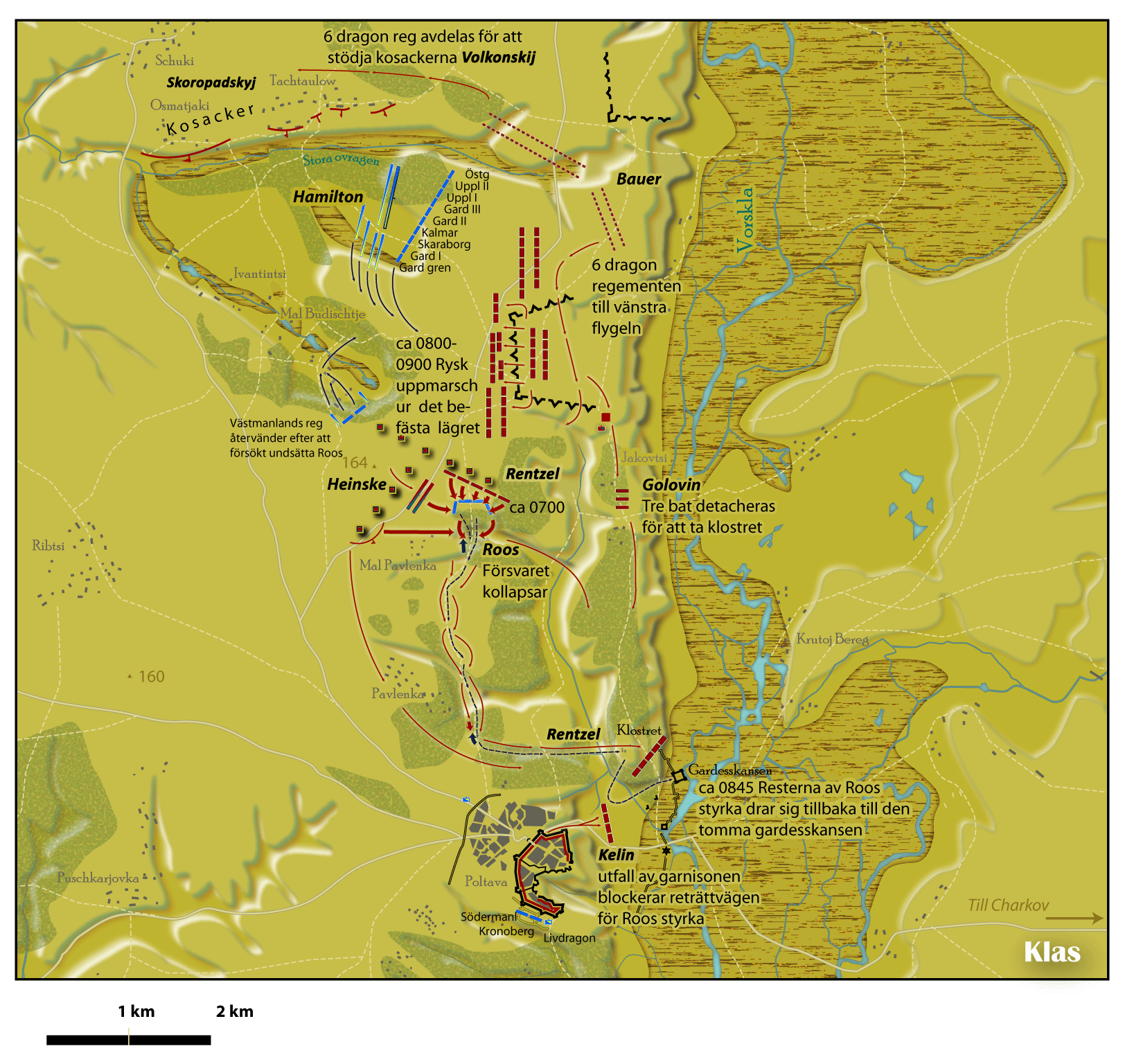
Kaart van de slag

Loewenhaupts troepen kwamen als eerste in beweging, de Russische artillerie sloeg grote gaten in de troepen van Loewenhaupt. Met grote inspanningen trachtten de Zweden toch nog een bres in de Russische troepen te maken en ze te verjagen. Loewenhaupt hoopte, dat de Zweedse cavalerie nu snel zou komen om deze bres te benutten, maar van de rijdende macht van de Zweden was geen spoor. Hierdoor konden de Russen zich hergroeperen en een wig in de Zweedse troepen drijven. De linkervleugel werd met de artillerie aan flarden geschoten, terwijl de rechtervleugel nog steeds voorwaarts drong en op het punt stond de tweede Russische linie te bereiken. Peter stuurde zijn infanterie in de bres en de Zweedse gelederen werden verbroken. De rechtervleugel werd omsingeld . De Zweedse cavalerie kwam toch nog, maar het waren niet de gedisciplineerde eskadrons van Rehnskiöld. Niet meer dan 50 ruiters stortten zich op de Russische infanterie, maar werden vlug neergeschoten door de Russische soldaten. De Zweden probeerden terug te trekken, eerst met strenge discipline, maar daarna in grote wanorde. Loewenhaupt probeerde zijn troepen tot standhouden te dwingen. Later zei hij: 
“Ik heb gesmeekt, gedreigd, gevloekt en geslagen, maar het was allemaal tevergeefs. Het leek wel of ze me niet hoorden.”
Peter stond deze tijd tussen de troepen, hij moedigde de soldaten aan, en leidde zijn regiment. Het leger van Peter overspoelde de troepen van Loewenhaupt. Het merendeel van het Zweedse leger dat over het veld naar de Russische troepen trok werd vernietigd nog voor ze bij de Russen aankwamen. Karel XII werd op een paard gehesen en vluchtte. Het paard werd onder hem neergeschoten, maar een ander werd hem aangeboden. Onderweg naar het Zweeds kamp kwam hij Loewenhaupt tegen en vroeg wat er moest gebeuren. Loewenhaupt zei, dat hij zo veel mogelijk troepen zou verzamelen en zich terugtrekken. Rond de middag was het grootste deel van het verslagen leger in het kamp aangekomen. De slag bij Poltava was voorbij.

### Russische zege
Na de veldslag sloegen de Zweden op de vlucht richting Poesjkarivka, maar de Russen zetten de achtervolging niet in. Peter vond het nodig om te vieren: hij at en dronk samen met de generaals, en na de vele overwinningtoasts die werden uitgebracht, werden de Zweedse gevangengenomen generaals binnengebracht. Hij deed er niet uit de hoogte tegen, ze mochten mee aan tafel zitten en vroeg verscheidene keren: 
“Waar is mijn broeder Karel?”
Peter had een gesprek met Rehnskiöld en vroeg waarom hij met zo’n klein leger Rusland binnengetrokken was. Rehnskiöld zei dat het de onvoorwaardelijke trouw aan Karel was die hem dat beval. Hierop gaf Peter hem zijn zwaard terug en zei dat hij een man van eer was.
Hoewel het Zweedse leger verslagen was, had het zich niet overgegeven. Karel gaf bevel zich meteen terug te trekken, nog voor de Russen doorhadden dat ze een grote overwinning behaald hadden op de Zweden. De mars zou in zuidelijke richting worden hervat, ze trokken naar de monding van de Vorskla in de Dnjepr. Zo zouden ze naar het Krim kunnen vluchten. In de avond van 29 juni bereikten ze de monding, maar op 30 juni, werden de Zweden, zoals ze hadden gevreesd, ingehaald door de Russen en de Kozakken.

### Zweedse overgave

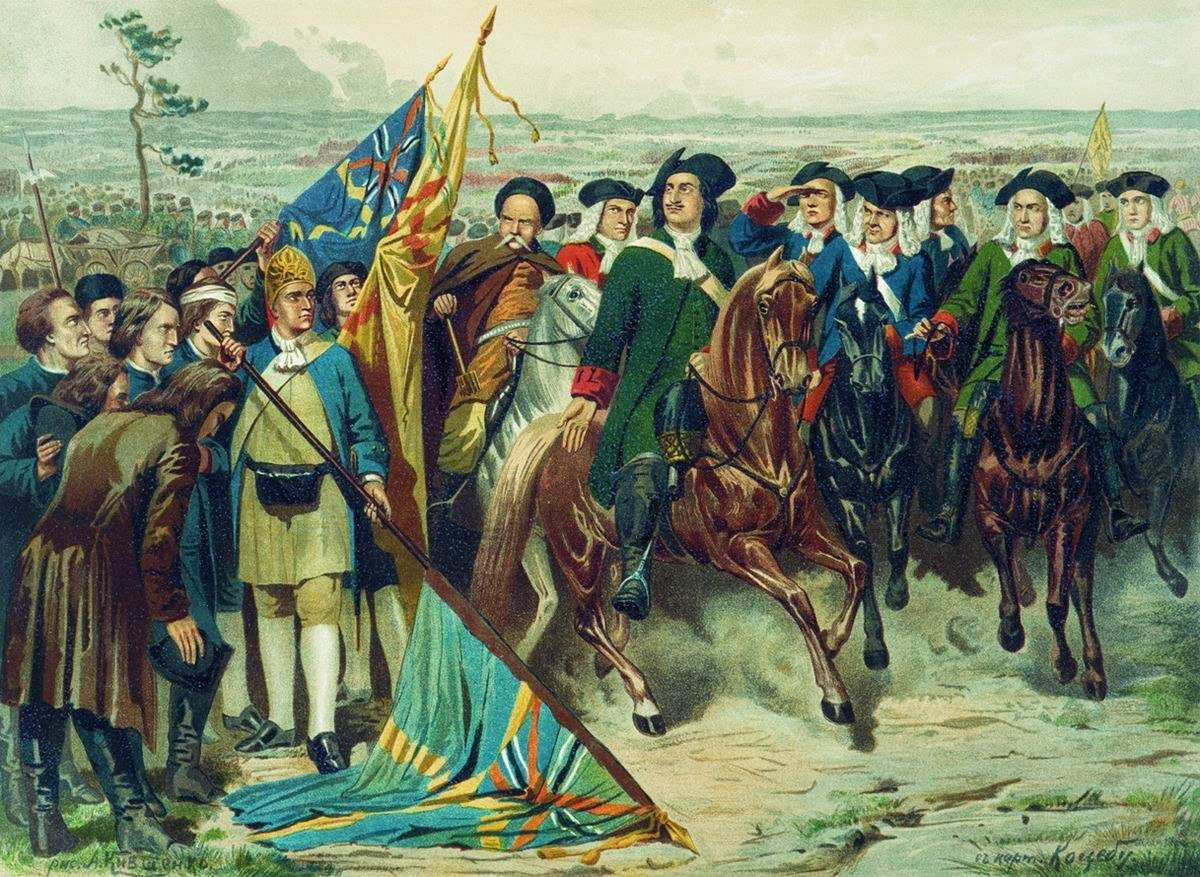
De Zweden geven zich over

Meteen begonnen de Zweden met honderden bootjes naar de overkant te varen, maar het leger was veel te groot om helemaal te kunnen oversteken. Het Zweedse leger zat in de val en er moest beslist worden wie zou kunnen vluchten. Loewenhaupt smeekte Karel om te vluchten, die eerst weigerde, maar daarna toegaf. De koning vluchtte met ongeveer 700 cavaleristen, 200 infanteristen en de Kozakken die hem de weg naar de Krim toonden. Ook een deel van de legerkas werd overgebracht, net als twee vaten gouden dukaten. Het deel van het leger dat niet kon overgebracht worden, zou terug noordwaarts trekken, de vijand tegemoet.
Toen ze de volgende ochtend net vertrokken waren, zagen ze over de hellingen van de heuvels massa’s ruiters. Het was Mensjikov, met 6000 dragonders en 2000 Kozakken. Er werd een onderhandelaar gestuurd en om 11 uur gaf Loewenhaupt zich over. Het leger dat zich overgaf bestond uit 14.000 man, 34 kanonnen en 264 strijdvaandels. Peter had nu met de 3000 gevangenen vanuit Poltava, meer dan 17.000 Zweedse gevangenen. Ondertussen vluchtte Karel naar het Ottomaanse Rijk (in de zuidelijke Oekraïne), waar hij en zijn troepen geïnterneerd werden. Mazeppa sneuvelde in de slag bij Poltava. Veel Zweden werden gevangengenomen en ingezet bij de bouw van Sint-Petersburg, die in 1703 was begonnen.

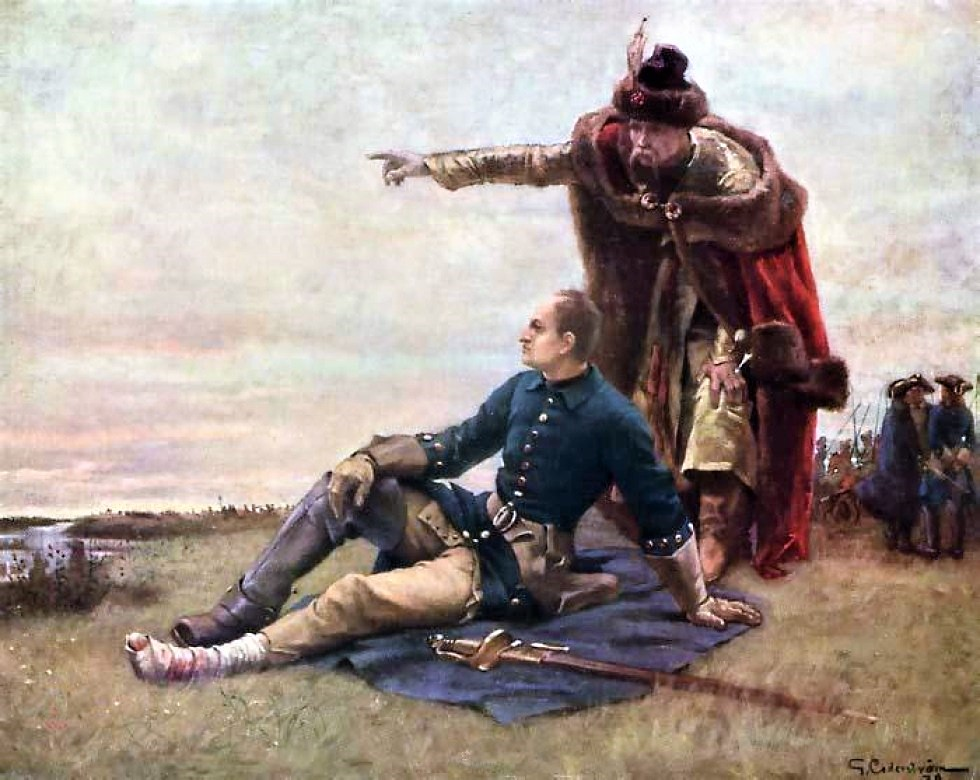
Karel XII van Zweden en Ivan Mazepa aan de oever van de Dnjepr, geschilderd door Gustaf Cederström.

## Nabeschouwing
De 19e-eeuwse Britse historicus Edward Creasy rekende de Slag bij Poltava onder zijn vijftien meest beslissende veldslagen in de wereld. De Zweedse nederlaag betekende het einde van de Zweedse hegemonie rond de Oostzee en het begin van bijna drie eeuwen Russische dominantie in Oost-Europa. Polen werd de facto een Russische vazalstaat.
Na de veldslag werd Peter door heel Europa overspoeld met allerlei lofbetuigingen, verdragen en regelingen. Zelfs Lodewijk XIV van Frankrijk wilde een bondgenootschap aangaan met Rusland. Koning Frederik IV van Denemarken sloot weer een nieuw bondgenootschap  met Rusland tegen Zweden. Deense troepen staken de Sont over en vielen Zuid-Zweden binnen.
In Polen waren de gevolgen het meest voelbaar. Zodra August II van Polen hoorde van de nederlaag van Karel XII, vaardigde hij een proclamatie uit, waarin hij het verdrag van Altranstädt verwierp. Hij viel met een leger van 14.000 man Polen binnen en riep de bevolking op tot hernieuwde loyaliteit. De bevolking onthaalde hem hartelijk en Stanislaus Leszczyński werd gedwongen te vluchten naar Zweeds-Pommeren, vandaar naar Zweden en ten slotte naar Karel in het Ottomaans Rijk.
Peter trok door Oekraïne, naar Oost-Pruisen, Riga, Sint-Petersburg en ten slotte naar Moskou. In Oost-Pruisen ontmoette hij August II. August II was nerveus, omdat hem verboden werd nog langer Rusland te steunen in de Grote Noordse Oorlog. Peter kalmeerde hem en zei dat hij het verleden moest vergeten. Toch moest Peter de opmerking maken: 
“De kortelas die u me gegeven hebt, draag ik altijd, maar zo te zien geeft u niet om het zwaard dat u van mij gekregen hebt, want u draagt het niet.”
August antwoordde dat hij het geschenk waardeerde, maar het destijds vergeten was in Dresden, waarop Peter zei: 
“mag ik u dan een ander schenken?”
waarop hij hetzelfde zwaard teruggaf, het was in Poltava aangetroffen in de bagage van Karel.  Op 9 oktober 1709 werd een nieuw verdrag ondertekend, waarbij de tsaar beloofde om August II te helpen bij het veroveren en behouden van de Poolse troon. In het verdrag werd ook over Zweden onderhandeld, ze zouden de Zweden enkel terugdrijven op Zweedse bodem, en de buurlanden beschermen tegen de Zweden.
Daarna trok hij naar Koerland om zich bij Boris Sjeremetev te voegen die Riga belegerde, maar wachtte tot de tsaar erbij was. Peter vuurde op 13 november de eerste drie mortiergranaten op de stad. Riga verzette zich hevig, en toen Peter vertrok naar Sint-Petersburg, beval hij Sjeremetev dat hij de soldaten tijdens de strenge Baltische winter niet in de loopgraven mocht laten, maar de stad moest afgrendelen en de soldaten in winterkwartieren onderbrengen. In Sint-Petersburg gaf hij orders tot het bouwen van een nieuwe kerk, gewijd aan de heilige Samson, op wiens dag de slag bij Poltava had plaatsgevonden. Hij begon zelf aan het geraamte van een nieuw schip, dat Poltava zou heten. Hij gaf instructies voor de bouw en aanleg van parken. Toen vertrok hij naar Moskou.
Op 21 december 1709 kwam het Russische leger aan in Moskou. Peter en zijn generaals trokken door de stad, gevolgd door duizenden Zweedse krijgsgevangenen, 300 vaandels en 35 kanonnen die buitgemaakt werden op het Zweedse leger. Het volk vierde feest. Er waren in Moskou zeven triomfbogen opgericht, waarvan één die Hercules (Peter) die Juno (de Zweden) verslaat, afbeeldde. Voor een andere stonden kinderen in Romeinse toga’s die Peter lauriertakken aangaven. De volgende dag werd er gebeden in de kerk van het Kremlin, het Te Deum werd gezongen. Niet enkel Moskou vierde feest, maar heel Rusland vierde de overwinning op de Zweden.
In het voorjaar van 1710 stormden Russische legers door de Baltische staten. Sjeremetev belegerde Riga, Fjodor Apraksin werd naar Vyborg gestuurd met 18.000 man. Vyborg lag 120 km van Sint-Petersburg, en als de Zweden een aanval op deze stad wilden beramen, vertrokken ze zeker vanuit deze stad. Begin juni werd een stormloop op Vyborg gepland door Apraksin, Peter, die ziek te bed lag, stuurde een brief, waarin hij vroeg de bestorming nog enkele dagen uit te stellen, zodat hij ervan getuige kon zijn. Op 13 juni viel Vyborg met een garnizoen van 154 officieren en 3726 soldaten. Sint-Petersburg had een buffer gekregen van meer dan 150 kilometer, zodat deze stad niets meer te duchten had van Zweedse verrassingsaanvallen. Op 10 juli viel Riga met haar garnizoen van 4500 man. Drie maanden later capituleerde Reval, het hedendaagse Talinn. Zo kwam heel Estland en Lijfland in Russische handen.